# General der Flakartillerie
General der Flakartillerie war eine militärische Rangstufe, bzw. ein Dienstgrad der Wehrmacht. Er entsprach dem Dienstgrad eines Generals und war innerhalb der Luftwaffe der Wehrmacht in der Regel für den Kommandierenden General eines Flakkorps vorgesehen. Die Einführung der Rangstufe erfolgte mit der Mobilmachung 1939 beim Oberbefehlshaber der Luftwaffe. Erste Person in diesem Dienstgrad war der spätere Generaloberst Günther Rüdel.

## Offiziere in diesem Dienstgrad
| Name                      | Lebensdaten | Beförderung       | Letzte ausgeübte Tätigkeit | Dienstende         |
| ------------------------- | ----------- | ----------------- | --- | ------------------ |
| von Schröder, Ludwig      | 1884–1941   | 1. April 1939     | Militärbefehlshaber Serbien | † 28. Juli 1941    |
| von Roques, Karl          | 1880–1949   | 30. Juni 1939     | Präsident des Reichsluftschutzbundes (Verleihung des Charakters als General der Flakartillerie bei der Verabschiedung)            | 31. März 1943      |
| Hirschauer, Friedrich     | 1883–1979   | 1. August 1939    | Präsident des Reichsluftschutzbundes                                                                                              | 30. April 1945     |
| Ruggera, Camillo          | 1885–1947   | 1. Dezember 1940  | Inspekteur der Wehrersatzinspektion Düsseldorf                                                                                    | 30. November 1942  |
| Grimme, Hugo              | 1872–1943   | 1. Januar 1941    | General der Flakartillerie beim Reichsminister der Luftfahrt und Oberbefehlshaber der Luftwaffe (General der Flakartillerie z.V.) | 31. Mai 1943       |
| Zenetti, Emil             | 1883–1945   | 1. Februar 1941   | Kommandierender General und Befehlshaber im Luftgau VII (München)                                                                 | Kriegsende         |
| Schmidt, August           | 1883–1955   | 1. Juli 1941      | Kommandierender General des Flak-Korps z. b. V.                                                                                   | Kriegsende         |
| Haubold, Alfred           | 1887–1969   | 1. Oktober 1941   | Kommandierender General und Befehlshaber im Luftgau III (Berlin)                                                                  | 30. September 1943 |
| Deßloch Otto              | 1889–1977   | 1. Januar 1942    | Kommandierender General des I. Flakkorps Bereich, Ostfront                                                                        | 8. Mai 1945        |
| Weissmann, Eugen          | 1892–1951   | 1. Juni 1942      | Kommandierender General und Befehlshaber im Luftgau Westfrankreich                                                                | 30. April 1945     |
| Heilingbrunner, Friedrich | 1891–1977   | 1. Juli 1942      | Kommandierender General und Befehlshaber im Luftgau XII (Wiesbaden)                                                               | 28. Februar 1945   |
| Hoffmann, Gerhard         | 1887–1969   | 1. Dezember 1942  | Kommandierender General und Befehlshaber im Luftgau III (Berlin)                                                                  | 30. April 1945     |
| Odebrecht, Job            | 1892–1982   | 1. Dezember 1942  | Kommandierender General des II. Flak-Korps                                                                                        | Kriegsende         |
| von Renz, Otto Wilhelm    | 1891–1968   | 1. Februar 1943   | Kommandierender General des IV. und V. Flak-Korps                                                                                 | Kriegsende         |
| Richter, Helmut           | 1891–1977   | 1. Februar 1944   | Kommandierender General der Flakartillerie beim Oberbefehlshaber der Westbefestigungen                                            | Kriegsende         |
| Axthelm, Walther von      | 1893–1972   | 1. April 1944     | General der Flak-Ausbildung | Kriegsende         |
| Reimann, Richard          | 1892–1970   | 2. August 1944    | Kommandierender General des I. Flak-Korps                                                                                         | Kriegsende         |
| Burchard, Heinrich        | 1894–1945   | 1. September 1944 | General der Flakartillerie z. b. V. beim Reichsmarschall                                                                          | † 12. April 1945   |
| Pickert, Wolfgang         | 1897–1984   | 1. März 1945      | General der Flakwaffe im Oberkommando der Luftwaffe                                                                               | Kriegsende         |